# Phytosciara bisperi
Phytosciara bisperi är en tvåvingeart som beskrevs av Yang, Zhang och Yang 1993. Phytosciara bisperi ingår i släktet Phytosciara och familjen sorgmyggor.
Artens utbredningsområde är Guizhou (Kina). Inga underarter finns listade i Catalogue of Life.